# Vat Phou
Vat Phou je název archeologických pozůstatků chrámového komplexu v jižním Laosu. Podobné památky se nacházejí i v blízkém okolí, jsou více než tisíc let staré a zahrnují převážné buddhistické a hinduistické stavby. Dodnes je Vat Phou vyhledávaným místem théravádových buddhistů. I spolu s okolní krajinou je oblast od roku 2001 je součástí světového dědictví.